# Lycalopex sechurae
Lycalopex sechurae is een zoogdier uit de familie van de hondachtigen (Canidae). De wetenschappelijke naam van de soort werd voor het eerst geldig gepubliceerd door Thomas in 1900 als Canis sechurae.

## Voorkomen
De soort komt voor in het kustgebied van Ecuador en Peru.